# Frogger: Helmet Chaos
Frogger: Helmet Chaos es un videojuego de acción-aventura desarrollado por Konami Digital Entertainment Hawaii y publicado por Konami entre 2005 y 2006 para Nintendo DS y PlayStation Portable. Es el primer título de la serie Frogger con gráficos 3D para una videoconsola portátil.